# Armen Geghamian
Armen Geghamian (orm. Արման Գեղամյան, ur. 12 września 1991) – ormiański zapaśnik walczący w stylu klasycznym. Zajął dwunaste miejsce na mistrzostwach świata w 2001. Dziesiąty na mistrzostwach Europy w 2000. Drugi w Pucharze Świata w 2010 i trzeci w 2009. Trzeci na MŚ juniorów w 1999 i na ME w 2000 roku.